# Silurus
Silurus là một chi cá nheo nguồn gốc từ châu Âu và châu Á.

## Loài
Hiện nay có 17 loài được ghi nhận trong chi này:
- Silurus aristotelis Garman, 1890 (Aristotle's catfish)
- Silurus asotus Linnaeus, 1758 (Amur catfish, Japanese common catfish)
- Silurus biwaensis (Tomoda, 1961) (Giant lake biwa catfish, Eurasian catfish)
- Silurus caobangensis V. H. Nguyễn, T. H. N. Vũ & T. D. P. Nguyễn, 2015 (Yellow catfish) [3]
- Silurus dakrongensis V. H. Nguyễn, T. H. N. Vũ & T. D. P. Nguyễn, 2015 (Dakrong catfish) [3]
- Silurus chantrei Sauvage, 1882 – validity questionable, possibly a synonym of S. glanis.
- Silurus duanensis X. Y. Hu, J. H. Lan & C. G. Zhang, 2004
- Silurus glanis Linnaeus, 1758 (Wels catfish)
- Silurus grahami Regan, 1907
- Silurus lanzhouensis H. L. Chen, 1977
- Silurus langsonensis V. H. Nguyễn, T. H. N. Vũ & T. D. P. Nguyễn, 2015 (Flower catfish) [3]
- Silurus lithophilus (Tomoda, 1961) (Biwa rock catfish)
- Silurus mento Regan, 1904
- Silurus meridionalis H. L. Chen, 1977
- Silurus microdorsalis (T. Mori, 1936)
- Silurus soldatovi G. V. Nikolskii & Soin, 1948 (Soldatov's catfish)
- Silurus triostegus Heckel, 1843